# Azerbeidzjaanse hockeyploeg (vrouwen)
De Azerbeidzjaanse hockeyploeg voor vrouwen is de nationale ploeg die Azerbeidzjan vertegenwoordigt tijdens interlands in het hockey.
Op het Europees kampioenschap voor B-landen in 2005 werd Azerbeidzjan eerste en plaatste zich zodoende voor het Europees kampioenschap voor A-landen in 2007. Op het EK van 2007 in Manchester werd de Azerbeidzjaanse ploeg verdienstelijk vijfde en behield daarmee haar recht op deelname aan het volgende Europees kampioenschap voor A-landen. Op het EK van 2011 degradeerde het naar de B-groep.

## Erelijst
| Jaar | Champions Trophy | Europees kampioenschap     | Olympische Spelen | Wereldkampioenschap | Hockey World League Hockey Pro League |
| ---- | ---------------- | -------------------------- | ----------------- | ------------------- | ------------------------------------- |
| 2003 | geen deelname    | 9e EK 2003 Barcelona       |                   |                     |                                       |
| 2004 | geen deelname    |                            | geen deelname     |                     |                                       |
| 2005 | geen deelname    | geen deelname              |                   |                     |                                       |
| 2006 | geen deelname    |                            |                   | geen deelname       |                                       |
| 2007 | geen deelname    | 5e EK 2007 Manchester      |                   |                     |                                       |
| 2008 | geen deelname    |                            | geen deelname     |                     |                                       |
| 2009 | geen deelname    | 6e EK 2009 Amstelveen      |                   |                     |                                       |
| 2010 | geen deelname    |                            |                   | geen deelname       |                                       |
| 2011 | geen deelname    | 7e EK 2011 Mönchengladbach |                   |                     |                                       |
| 2012 | geen deelname    |                            | geen deelname     |                     |                                       |
| 2013 |                  | geen deelname              |                   |                     | 20e HWL 2012-13                       |
| 2014 | geen deelname    |                            |                   | geen deelname       |                                       |
| 2015 |                  | geen deelname              |                   |                     | 38e HWL 2014-15                       |
| 2016 | geen deelname    |                            | geen deelname     |                     |                                       |
| 2017 |                  | geen deelname              |                   |                     | ? HWL 2016-17                         |
| 2018 | geen deelname    |                            |                   | geen deelname       |                                       |
| 2019 |                  | geen deelname              |                   |                     | geen deelname                         |
| 2021 |                  | geen deelname              | geen deelname     |                     | geen deelname                         |
| 2022 |                  |                            |                   | geen deelname       | geen deelname                         |
| 2023 |                  | geen deelname              |                   |                     | geen deelname                         |
| 2024 |                  |                            | geen deelname     |                     | geen deelname                         |
| 2025 |                  | geen deelname              |                   |                     | geen deelname                         |